# Zabajkalsko
Zabajkalsko (rusky Забайкалье, Zabajkal'e) je hornatá fyzickogeografická oblast na východ od jezera Bajkal na Sibiři v Rusku. Různí autoři definují jeho rozsah různě. Západní hranicí může být východní břeh jezera Bajkal, v tom případě by se Zabajkalsko překrývalo s Přibajkalskem. Pokud vyčleníme dvě oddělené oblasti Přibajkalsko a Zabajkalsko, povede jejich rozhraní mezi Barguzinským pohořím, Ikatským pohořím a Ulan-Burgasy na straně Přibajkalska a Stanovou vysočinou, Babanty a Vitimskou plošinou na straně Zabajkalska. Na severu přechází v Lenskou plošinu (Středosibiřská vysočina) podél řeky Leny. Na východě a jihovýchodě lze hranici vlastního Zabajkalska v užším smyslu vymezit podél řek Oljokma, Ňukža, Šilka a Arguň. Horský systém však pokračuje i za nimi dále na východ Aldanskou plošinou, Stanovým pohořím, hřbetem Tukuringra aj. Na pobřeží Ochotského moře pak přechází v pohoří Džugdžur, které již bývá řazeno k Východosibiřské vysočině. Na jihovýchodě hory klesají do Amursko-zejské roviny s hraniční řekou Amur. Na jih od Amuru leží pohoří Chingan v Číně, na jihovýchod od dolního Amuru pak pobřežní pásmo Sichote-Aliň.

## Členění
- Vlastní Zabajkalsko
  - Patomská vysočina (Патомское нагорье)
  - Oljokmo-čarská vysočina (Олёкмо-Чарское нагорье)
  - Stanová vysočina (Становое нагорье, burjatsky Ара Хингаан хадалиг газар)
    - Severomujský hřbet (Северо-Муйский хребет, burjatsky Хойто-Мууяын дабаан) (2537 m)
    - Jihomujský hřbet (Южно-Муйский хребет, burjatsky Урда-Мууяын дабаан) (Уендекут уула, 2665 m)
    - Babanty (горы Бабанты, burjatsky Бабанта ууланууд) (2503 m)
    - Kalarský hřbet (Каларский хребет), nejvyšší bod Skalistyj Golec (2467 m)
    - Jankan (хребет Янкан)
    - Udokan (хребет Удокан) (2102 m)

  - Vitimská plošina (Витимское плоскогорье, burjatsky Витимэй дээдэ газар) (1200 – 1500 m)
  - Cagan-Churtej (хребет Цаган-Хуртэй, burjatsky Цагаан-Хүртэй) (Бүгэтэй мундарга / Голец Бугутуй, 1581 m)
  - Jablonovyj chrebet (Яблоновый хребет, burjatsky Ябалгани дабаан), nejvyšší bod Čingikan (1644 m)
  - Malchanský hřbet (Малханский хребет, burjatsky Малханай дабаан) (1735 m)
  - Čerského pohoří (хребет Черского) (1577 m)
  - Daurský hřbet (Даурский хребет) (1663 m)
  - Čikokonský hřbet (Чикоконский хребет), nejvyšší bod Barun-Šabartuj (2519 m)
  - Onon-Baldžinský hřbet (Онон-Бальджинский хребет) (1741 m)
  - Stanovik (хребет Становик) (1905 m)
  - Chentej (Хэнтэйн нуруу), nejvyšší bod Asralt Chairchan (2751 m)
  - Oljokminský Stanovik (Олёкминский становик) (1908 m)
  - Tungirský hřbet (Тунгирский хребет)
  - Šilkinský hřbet (Шилкинский хребет)
  - Amazarský hřbet (Амазарский хребет)
  - Borščevočnyj chrebet (Борщевочный хребет)
  - Kukulbej (хребет Кукулбей)
  - Urjumkanský hřbet (Урюмканский хребет) (1298 m)
  - Kličkinský hřbet (Кличкинский хребет)
- Zabajkalsko v širším smyslu (za Oljokmou a Ňukžou)
  - Aldanská plošina (Алданское нагорье) (2264 m)
  - Čuginská plošina (Чугинское плоскогорье) (1306 m)
  - Sutamo-gonamský hřbet (Сутамо-Гонамский хребет) (1592 m)
  - Stanové pohoří (Становой хребет) (2007 m)
  - Černyšovovo pohoří (хребет Чернышова)
  - Dželtulinský Stanovik (Джелтулинский становик)
  - Tukuringra (хребет Тукурингра)
  - Majský hřbet (Майский хребет) (2107 m)
  - Džagdy (хребет Джагды) (1593 m)
  - Selemdžinský hřbet (Селемджинский хребет)
  - Jamalin (хребет Ямалин)
  - Tajkanský hřbet (Тайканский хребет)
  - Burejský hřbet (Буреинский хребет) (2167 m)
  - Badžalský hřbet (Баджальский хребет) (2512 m)
  - Omeldinský hřbet (Омельдинский хребет) (1567 m)